# N-05B
docomo STYLE series N-05B（ドコモ スタイル シリーズ エヌ ゼロ ご ビー）は、NECカシオ モバイルコミュニケーションズによって開発された、NTTドコモの第三世代携帯電話（FOMA）端末である。docomo STYLE seriesの端末。

## 概要
- 2008年に発売されたN706iに続き、インテリア・雑貨の人気ブランド「Francfranc」とコラボレーションした折りたたみ携帯の第2弾となる。Francfrancはブランドテーマを刷新する「リ・ブランディング」を行っていて、本機種はそれに合わせての新しいコラボモデルで、外観は新しいブランドイメージを細部まで表現している。またカラーバリエーションには、新しいブランドテーマであるモノトーン調に合わせ、ホワイトとブラックも用意されている。 
デザインやカラーバリエーション、内蔵コンテンツはFrancfrancが監修している。さらにFrancfrancの1コンテンツサイト「Francfranc official mobile WEB」へのショートカットアイコンを待受画面にプリセットしてあり、ワンクリックでサイトにアクセスできる。同サイトはN-05B以外でもアクセスできるが、N-05B専用のコンテンツも用意される予定。このほか、蜷川実花、マイケル・トンプソン、新田桂一の3名の写真家による写真コンテンツもプリセットされている。
- 特に女性をメインターゲットにしており、女性の手の大きさや開けやすさに配慮して設計されたラウンドフォルムと操作しやすいボタンレイアウトを採用している。

## 機能

### カメラ
- 810万画素のメインカメラは、カメラの起動から保存までの一連の動作を高速化、最短約0.8秒の瞬速起動とわずか約1.5秒の撮影間隔で次の撮影が素早く行える「クイックショット」でシャッターチャンスを逃さない。「クイックショット」以外の撮影モードでも保存が速くなり、ストレスなく快適に撮影できる。またソフトキー右上にカメラ専用キー「カメラボタン」を配置、ワンプッシュでダイレクトにカメラを起動できる。
- 人物、風景、夜景、夕景、料理といったさまざまな撮影シーンを自動で判別して、PictMagic IVで最適な画質に調整してくれるオート撮影モードは、従来の9種類から「花火」と「イルミネーション」の2種類が追加され、11種類に増えた。
- トイカメラ風のフレームでアート風に加工された撮影が可能な「アートフォトモード」、フェイスラインをすっきりさせて自然な印象にする「小顔」と、美白やシミ、シワ取りの画像加工を同時に行う「美肌」のダブル効果で、顔をよりキレイに撮影できる「ビューティーモード」を新たに搭載している。「ビューティーモード」は撮影後の加工も可能で、最大5人まで各効果のレベルを一人ひとり個別の設定も可能。
- 撮影後、ソフトキーでiアプリ「フォト文字クリエイター」を起動して、画像に文字やスタンプを入れたり、効果を付けたりするなど、いろいろ加工して楽しめたり、簡単操作で画像添付された新規メール作成画面へ移行、予め登録しておいた掲載先のアドレスへSNSやブログにアップすることができる便利機能が搭載されている。
- 撮影した写真や動画、録画したワンセグやパソコンの動画は「メディアスビューア」と呼ばれる1つのビューアで一括管理。スピーディに検索して、シームレスに閲覧や削除ができるほか、iアプリでの画像利用や赤外線通信を利用した画像送信も可能。
- その他、ISO感度最大12800相当の高感度撮影モード、QVGAサイズで撮影した120fpsのハイスピードで撮影した動画を15fpsのスローモーションで再生できる「スピードムービー」、暗い場所での撮影や動きのある被写体もブレず撮影できる「手ブレ&被写体ブレのダブルブレ補正」を搭載しているほか、カメラを水平に動かすだけで240度のパノラマ撮影も可能。

### エモーショナルイルミネーション
- キー面のイルミネーションは、光の数がN-01Bの18個から約1.5倍にあたる30個に増量。通話中・着信中の他、電源ON/OFF時、オープン時、メール送受信時、通話開始時、不在着信、アラームやスヌーズ、誕生日、赤外線/IC通信中に点滅するほか、キー操作に連動して、押したキーの周りで波紋が広がるように強く輝いたり、本体を左右に傾けると重力に従って流れるようにキラキラと輝く。
発光パターンは20種類（スイングイルミネーションは5種類）、メーカーのiモードサイト「みんなNらんど」からイルミネーションパターンをダウンロードして楽しめる。また1個1個の光も強くなり、それぞれのボディカラーごとにイルミネーションカラーが設定されている。
- サブディスプレイの両サイドには、それぞれに1個ずつ着信イルミネーションを配し、着信時の他、クローズ時や通話中、アラーム、誕生日に点滅する。特定のグループや個人からの着信がイルミネーションの光で分かる個別指定着信設定も可能。カラー7種類、点灯パターン12種類より選択可能。

### その他
- メールの便利な機能として、最大200件まで作成したメールを指定した日時に自動で送信できる「メール送信予約」機能を搭載。
- ドコモの共通プラットフォームとして、オペレータパックを採用しているため、日本語入力システムは、従来のNEC製端末に採用されていたNEC独自のMogic Engineではなく、iWnnが搭載されている。ただし従来のNEC端末と同様、ワンタッチ入力のT9システムは引き続き搭載している。

| 主な対応サービス                   | 主な対応サービス                                                    | 主な対応サービス                       | 主な対応サービス                                 |
| ---------------------------------- | ------------------------------------------------------------------- | -------------------------------------- | ------------------------------------------------ |
| タッチパネル                       | FOMAハイスピード7.2Mbps(受信)／5.7Mbps(送信)                        | Bluetooth                              | DCMX／おサイフケータイ                           |
| iアプリオンライン／地図アプリ      | 直感ゲーム／メガiアプリ                                             | iウィジェット                          | マチキャラ／iコンシェル(※)                       |
| ホームU／ポケットU                 | GPS／ケータイお探し                                                 | デコメール／デコメ絵文字／デコメアニメ | iチャネル                                        |
| 着もじ                             | テレビ電話／キャラ電                                                | ケータイデータお預かりサービス         | フルブラウザ                                     |
| おまかせロック／バイオ認証         | 外部メモリーへiモードコンテンツ移行／ユーザーデータ一括バックアップ | トルカ                                 | iC通信／iCお引越しサービス                       |
| きせかえツール／ダイレクトメニュー | バーコードリーダ／名刺リーダ                                        | 2in1                                   | エリアメール／ソフトウェアーアップデート自動更新 |
| GSM／3Gローミング（WORLD WING）    | 着うたフル／うた・ホーダイ                                          | Music&Videoチャネル／ビデオクリップ    | デジタルオーディオプレーヤー(WMA)(AAC)(SD-Audio) |

※オートGPS対応

## 搭載アプリ
以下のiアプリが購入時に端末にプリインストールされている。
| アプリ名                                | 概要 |
| --------------------------------------- | --- |
| 99のなみだモバイル体験版                | 心にしみるショートストーリーを通して、やすらぎや癒やしを得ることができる読書アプリ。 |
| pop'n music（体験版）                   | 落ちてくるマークを合わせて端末のキーを押すことで音楽のリズムに乗って遊ぶゲーム。 |
| ズーキーパーDX スコアアタック（体験版） | 動物を入れ替えて、同じ動物を縦横3個以上並べて捕まえていく制限時間付きのアクションゲーム。 |
| ルナルナ★女性の医学                     | 待受画面からウィジェットを起動するだけで、生理予定日、排卵予定日などの情報を確認できる。 |
| 音楽パズル ルミネス                     | 音楽&プレイが連動した新感覚パズルゲーム。 |
| ブックビューア コミック体験!            | セルシス、ボイジャーが提供するケータイコミックを体験できるアプリ |
| 音楽パズルルミネス                      | 音楽&プレイと連動したパズルゲーム |
| iアバターメーカー                       | iアバターを作成するアプリ。 |
| フォト文字クリエイター                  | カメラで撮影した画像やデータBOX内の画像に、メッセージやスタンプ画像を貼り付けるなど、画像加工が簡単にできるアプリ                                                                                     |
| ドコモWebメール                         | パソコンからも、FOMA端末からも利用できるメールサービス「ドコモWebメール」のアプリ |
| i Bodymo アプリ                         | 「歩く」「食べる」など普段やっていることを楽しみながら続けられる健康サポートサービス「i Bodymo（iボディモ）」のアプリ                                                                                 |
| モバイルgoogleマップ                    | Googleマップを表示して地域情報やストリートビューなどを表示できるアプリ |
| 日英版しゃべって翻訳 for N              | 音声入力により、主に旅行で使われる言葉を日本語から英語、英語から日本語に翻訳するアプリ |
| Gガイド番組表リモコン                   | テレビ番組表の表示やAVリモコンの機能を持ったアプリ |
| iD設定アプリ                            | おサイフケータイを使った、クレジット決済サービスiDの設定アプリ |
| DCMXクレジットアプリ                    | NTTドコモが提供するクレジットサービス、DCMXの設定アプリ |
| モバイルSuica登録用iアプリ              | モバイルSuica契約用のiアプリ |
| iアプリバンキング                       | モバイルバンキングを簡単に利用するためのアプリ |
| マクドナルド トクするアプリ             | 日本マクドナルドのかざすクーポンなどを利用するためのアプリ |
| 地図アプリ                              | GPSを利用して、目的地の検索や交通手段を使ったルートを表示するアプリ |
| 楽オク☆アプリ                           | 楽天オークション用のアプリ |
| iWウォッチ                              | iウィジェット画面でグラフィカルに時計や電池残量を確認することができるアプリ |
| Start! iウィジェット                    | iウィジェットの使い方をムービーで見ることができるiアプリ |
| お天気予報ウィジェット for N            | 登録地域の雨レーダーと今日・明日の天気をいつでもチェックできるアプリ |
| 駅探 乗換案内                           | 発到着駅を入力するだけで最適経路を案内する駅探謹製のiウィジェット |
| コナミスポーツクラブ                    | コナミスポーツ&ライフのiウィジェット。同端末のアプリケーション「Enjoy Exercise」の歩数データをアップロード可能。                                                                                      |
| ROID ウィジェット2                      | モバイルサイト「ROID」の更新情報などを通知してくれるiウィジェット。 |
| 株価アプリ                              | 指定銘柄の株価情報を表示するアプリ。 |
| かざす請求書                            | 毎月のドコモの利用料金の情報をおサイフケータイに取得し、請求書が無くてもコンビニエンスストアで決済できるアプリ。（本サービスはセブン-イレブンのみ対応。そのため、電子マネー「nanaco」での支払も可能） |
| FOMA通信環境確認アプリ                  | FOMAハイスピードエリアやマイエリアを利用できるかを確認することができるiアプリ。 |
| ドコモ料金案内                          | 通話料やパケット通信料の履歴を確認できるアプリ。 |
| モバイルAMCアプリ                       | おサイフケータイを利用して、ANAの各種サービスが利用できるアプリ。 |
| ビックポイント機能付きケータイ          | おサイフケータイを利用して、ビックカメラの「ビックポイントカード」として利用できるアプリ。 |
| ヨドバシゴールドポイントカード          | ヨドバシカメラの「ヨドバシゴールドポイントカード」として利用できるアプリ。 |

上記のアプリの他、ドコモマーケットなどから、様々なアプリケーションをダウンロードし利用することが可能となる。

## 歴史
- 2010年5月18日 - F-06B・F-07B・F-08B・L-04B・N-04B・N-05B・N-06B・N-07B・N-08B・P-04B・P-05B・P-06B・P-07B・SH-02B marimekko・SH-07B・SH-08B・SH-09B・LYNX SH-10B・dynapocket T-01B・BlackBerry Bold 9700の開発及び一部機種の発売を発表。
- 2010年6月4日 - 発売。

## 不具合
2010年7月6日に以下の不具合の修正ソフトウェアの更新がなされた。
- 端末を折り畳まれた状態から開いた場合、ボタンイルミネーションが点灯しない場合がある。
- 特定の操作を行うと、カメラが起動しない場合がある。

2010年8月30日に以下の不具合の修正がソフトウェアの更新でなされた。
- デスクトップに貼り付けたiアプリのアイコンが、指定したiアプリのアイコンとは異なる表示となる場合がある。